# Michaelcallianassa
Michaelcallianassa is een geslacht van kreeftachtigen uit de klasse van de Malacostraca (hogere kreeftachtigen).

## Soorten
- Michaelcallianassa indica Sakai, 2002
- Michaelcallianassa sinica Liu & Liu, 2009